# Miki Bratanić
Miki Bratanić, hrvatski književnik,  po profesiji je konzultant za primjenu informacijskih tehnologija u hotelijerstvu sa stalnom adresom boravka u Splitu. 

## Životopis
Dugo godina radio je u jednoj od najvećih svjetskih informatičkih korporacija, što mu je omogućilo stjecanje poslovnog iskustva i vještina, te putovanja i upoznavanja ljudi. U svom privatnom životu intenzivno se kao član Društva hrvatskih književnika bavi pisanjem i objavljivanjem knjiga, te sudjelovanjem u raznim kulturnim događanjima. Aktivno sudjeluje i u javno društvenom životu participirajući u objavljivanju članaka i kolumni. 
Njegova životna preokupacija je projekt "Priča o konobi", osobno autorsko djelo u kojem u raznim aktivnostima kroz prizmu konobe govori o našim prepoznatljivostima, običajima, tradiciji i baštini. U sklopu tog projekta objavio je tri knjige na temu konobe: "KONOBA", PRIČA O KONOBI", te "PRIČE IZ KONOBE - ZA DJECU", edukativnu dječju slikovnicu. Dugogodišnji rad s ovom tematikom potaknulo je Ministarstvo kulture Republike Hrvatske da njegovu obiteljsku konobu proglasi "Zaštićenim kulturnim dobrom Republike Hrvatske". 
Svoju priču o konobi uobličio je u multimedijalnu prezentacijsku formu sa zanimljivim fotografijama, tekstovima i glazbom kojima s različitih aspekata prikazuje što je konoba značila nekad, ali i što znači danas. Na poseban način ukazuje kako su mnoge naše prepoznatljivosti kao što je klapska pjesma, povezane s konobom. Priča o konobi predstavljena je diljem svijeta počevši od Hvara i Splita, pa do Bostona, New Yorka i San Francisca. 
Miki Bratanić autor je projekta "PRIČAMO O NAMA - običaji, tradicija, baština i prepoznatljivost", edukativne prezentacije namijenjene djeci školskog uzrasta kod kojih nastoji izgraditi svijest o potrebi očuvanja vlastita nacionalnog identiteta i naslijeđa, te pronalaska načina njegova korištenja za uspjeh u suvremenim svjetskim okolnostima.
Dugi niz godina prikupljao je i odabirao za potrebe snimanja bogatu sakralnu pučku pjevačku građu svog Vrbanja na otoku Hvaru, na tragu Ljube Stipišića Delmate i njegove ostavštine. Producent je i nakladnik tri nosača zvuka pučkih pjevača iz njegova rodnog Vrbanja na otoku Hvaru: "OBREDI VELIKE SEDMICE I PROCESIJA ZA KRIŽEN", "KROZ GODINU - KROZ GODINE", te, "KRALJU KOJEMU SVE ŽIVI", koji je nominiran za glazbenu nagradu Porin u kategoriji "Najbolji album duhovne glazbe".
Još kao srednjoškolac došao je u doticaj s temom zločina komunizma, što ga je kasnije potaknulo na osobno višegodišnje istraživanje u kojem je pored brojne literature upoznao i žive svjedoke s kojima je obavljao razgovore i prikupljao vrijedne informacije. Objavio je zbirku poezije i razmišljanja nalovljenu "Ruzarij za Hrvatski križni put", prvu samostalnu zbirku poezije i razmišljanja nekog autora posvećenu stradanjima ljudi na Hrvatskom križnom putu. Potrebu nacionalnog suočavanja s prošlošću i otkrivanja istine naglašavao je u svojim brojnim novinskim člancima, od kojih su neke okupljene na njegovoj osobnoj internet stranici u rublici "Hrvatski križni put".
Za dugogodišnji kontinuirani doprinos u promicanju i očuvanju kulturne baštine autorskim stvaralaštvom i stručnim radom dodijeljena mu je "Osobna nagrada" Grada Starog Grada na otoku Hvaru.

## Djela
- "Kad sve umukne govorićedu stine" (Criteria 2000.),
- "Kojin jazikon i Quo vadis" (Naklada Bošković 2003.),
- "Svitlo na kraju" (Književni krug Split 2005.),
- "U kloncu" (vlastita naklada 2006.),
- "Ruzarij za Hrvatski križni put" (Glas Koncila 2009.),
- "Rič za jubav" (Naklada Bošković 2010.),
- "Četiri štajuna" (vlastita naklada 2010.),
- "Priča o poštaru Gricku" (Naklada Bošković 2010.).
- „Konoba“ (Književni krug Split 2010.)
- „La Konoba“ (talijanski prijevod Konobe, vlastita naklada 2011.)
- „The Konoba“ (engleski prijevod Konobe, vlastita naklada 2011.)
- "Moje pjesme s lica knjige / Sjećanje na ljeto" (vlastita naklada 2014.)
- "Razgovor s tišinom" (vlastita naklada 2014.)
- "Priča o konobi" (vlastita naklada 2014.)
- "Story of the konoba" (engleski prijevod Priče o konobi, vlastita naklada 2014.)
- "Priče iz konobe - Za djecu" (vlastita naklada 2018.)
- "Korijeni" (vlastita naklada 2018.)

Producent je i nakladnik nosača zvuka pučkih pjevača iz Vrbanja:
- "Obredi velike sedmice i procesija Za križen" (vlastita naklada 2005.),
- "Kroz godinu - Kroz godine" (vlastita naklada 2008.),
- "Kralju kojemu sve živi" (vlastita naklada 2008, nominiran za diskografsku nagradu Porin u kategoriji "Najbolji album duhovne glazbe")

## Nastupi
- Selca – „Croatia rediviva“
- Strožanac – „Ča pod Perunom“
- Solin – „Ča uz Jadro“
- Rab – „Ča vrh Arbe“
- Split – „Marulićevi dani“
- Stari Grad – „Faropis“
- Solin – „Oj more duboko“
- Vinkovci - "Dani Ivana i Josipa Kozarca"
- New York - Priča o konobi
- Boston - Priča o konobi
- San Francisco - Priča o konobi
- Split - Priča o konobi
- Hvar - Pričao konobi
- Opatija - Priča o konobi
- Rijeka - Priča o konobi
- Rab - Priča o konobi
- Bol - Priča o konobi
- Omiš - Priča o konobi
- Hvar - Učimo o nama
- Rab - Učimo o nama

## Vanjske poveznice
- http://www.mikibratanic.com